# Chamaesphecia borreyi
Chamaesphecia borreyi is een vlinder uit de familie van de wespvlinders (Sesiidae). De wetenschappelijke naam van de soort is voor het eerst geldig gepubliceerd in 1922 door Le Cerf.